# Elektronenvangst

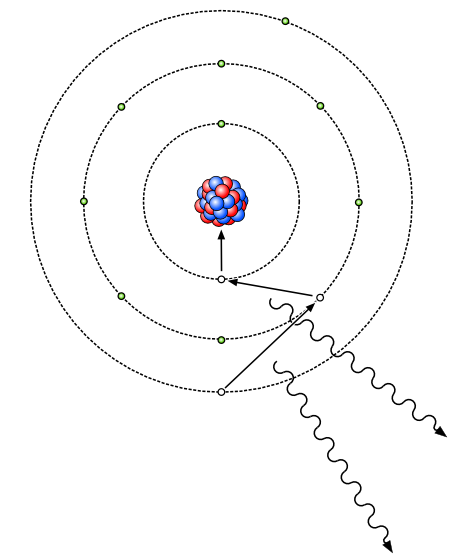
Schematisch principe van elektronenvangst

Elektronenvangst is een radioactiefvervalproces dat een variant is op β+-verval. In plaats van een positron uit te zenden wordt er een elektron, meestal uit de binnenste elektronenschil, van het atoom opgenomen in de kern.

## Proces
Bij elektronenvangst wordt een elektron, meestal afkomstig uit de K- of L-schil, door een proton opgenomen. Daarbij wordt het proton (met het opgenomen elektron) omgezet in een neutron en een neutrino. Het massagetal blijft daarbij gelijk, maar het atoomnummer wordt met één verlaagd. Elektronenvangst treedt op bij isotopen waarbij te veel protonen aanwezig zijn in de kern, en er te weinig energie is om een positron uit te zenden. Het komt echter ook wel voor bij isotopen waarbij positronverval wel optreedt.
Als de massa's van het ouderatoom en het dochteratoom minder dan 0,001097 u verschillen (overeenkomend met 1,022 MeV aan energie) dan levert verval te weinig energie op om een positron te maken. Er kan dan alleen elektronenvangst optreden. Voorbeeld: rubidium-83 zal enkel en alleen via elektronenvangst vervallen tot krypton-83; het massaverschil tussen de atomen is namelijk 0,000974 u, wat overeenkomt met 0,907 MeV.
Het opgenomen elektron laat een gat achter in de K- of L-schil. Dit gat wordt opgevuld door een elektron uit een hogere schil, meestal onder uitzending van röntgenstraling. Het is te danken aan deze röntgenstraling dat verval via elektronenvangst te detecteren is. Het is ook mogelijk dat de energie die vrijkomt wanneer het gat opgevuld wordt door een elektron uit een hogere schil, geabsorbeerd wordt door een ander elektron in een buitenste schil, dat vervolgens uitgezonden wordt van het atoom. Dit staat bekend als het augereffect.

## Andere benamingen
In sommige boeken, zoals de BINAS, wordt dit proces ook wel K-vangst genoemd, omdat het elektron dat ingevangen wordt meestal uit de K-schil afkomstig is. In de Engelstalige literatuur wordt vaak de afkorting EC (van electron capture) gebruikt als symbool voor elektronenvangst; in de Duitstalige wereld wordt ook wel de Griekse letter ε (voor Epsilonzerfall) als symbool gebruikt.

## Voorbeelden
{\displaystyle {\ce {{^{168}_{69}Tm}+{e^{-}}->{^{168}_{68}Er}+{\nu }_{e}}}}
| Radio-isotoop | Halveringstijd      |
| ------------- | ------------------- |
| Beryllium-7   | 53,28 dagen         |
| Argon-37      | 35,0 dagen          |
| Kalium-40     | 1,248(3) × 109 jaar |
| Calcium-41    | 1,03 × 105 jaar     |
| Titanium-44   | 52 jaar             |
| Vanadium-49   | 337 dagen           |
| Chroom-51     | 27,7 dagen          |
| IJzer-55      | 2,9 jaar            |
| Mangaan-53    | 3,7 × 106 jaar      |
| Kobalt-57     | 271,8 dagen         |
| Nikkel-56     | 6,10 dagen          |
| Gallium-67    | 3,260 dagen         |
| Germanium-68  | 270,8 dagen         |
| Seleen-72     | 8,5 dagen           |
| Jodium-125    | 59,38 dagen         |
| Lood-209      | 3,25 uur            |